# Église russe Saint-Nicolas de Francfort-sur-le-Main
L’église russe Saint-Nicolas est une église orthodoxe située dans le quartier de Hausen à Francfort-sur-le-Main dans le Land de Hesse. Elle a pour filiale la chapelle russe de Bad Homburg située dans le parc thermal de Bad Homburg.
Elle a été construite en 1967 pour remplacer une chapelle construite en 1945 par des prisonniers russes et des Ostarbeiten (Travailleurs de l’Est). Son architecte Wolf Dreverman s’est inspiré des églises de Pskov du XVe siècle. Adam Russak a peint les icônes dans le style de Novgorod. Le portail a été construit en 2004-2005 avec un narthex extérieur et un centre paroissial en 2005-2008 par l’architecte français d’origine russe Serge Tarassov. 
250 fidèles en moyenne assistent aux liturgies du dimanche.